# Туркменево (Октябрьский)
Туркменево — упразднённое село Туймазинского района Башкирии, вошедшее в 1946 году в состав образованного города нефтяников Октябрьский. На момент упразднения входила в Муллинский сельсовет Туймазинского района БАССР. На территории аула развивается одноимённый микрорайон Туркменево.

## Топоним
С 1930-х гг. фиксировалось как Туркменево, до того — Трукменево.

## История
28 февраля 7192 (1684) г. башкир Тышкы-Еланской волости Казак Токмаметов припустил сюда тептярей.
По договорной записи 1738 г. здесь нашли приют чуваши (из д. Мукмино) и тептяри (из д. Наратасты).
В 1743 г. были приняты мишари (из д. Бузинская).
По договору 1750 г. кыр-еланский вотчинник Зиян Кутлин с однообщинниками припустил башкир д. Барчина (Баргина) Байлярской волости Казанской дороги братьев Амана, Магадия, Наяза «с товарыщи» и Сабая Усеинова с 6 дворами «с платежей по 1 рублю 20 коп. с двора».
28 февраля 1792 г. были приняты тептяри.

## Население
В 1795 учтено 203 душ, в 1865 в 95 дворах проживали 490 человек, в 1906—1020 жителей; 1920—1257; 1939—1301.

## Известные уроженцы, жители
- Хайрутдинов, Музагит Хайрутдинович (26 марта 1901, Туркменево — 4 сентября 1944, Дахау) — татарский поэт и прозаик. Работал под псевдонимом Хайрутдин Музай.

## Инфраструктура
Скотоводство, земледелие, лесные промыслы.
Были мечеть, водяная мельница, в 1906 отмечен хлебозапасный магазин.